# Mario Party 6
Mario Party 6 – japońska konsolowa gra wyprodukowana przez Hudson Soft. Gra została wydana przez Nintendo w 2004 i 2005 roku na konsolę Nintendo GameCube.

## Fabuła
Brighton i Twila nie zgadzają się przy określeniu, które z bóstw jest bardziej imponujące. Mario i jego przyjaciele mają rozstrzygnąć spór i przywrócić porządek na świecie.

## Rozgrywka
Mario Party 6 jest grą planszową, gracz może kierować postaciami: Mario, Luigi, Księżniczki Peach, Yoshi, Daisy, Wario, Waluigi, Boo, Koopa Kid oraz Bowser. Akcja gry rozgrywana jest na sześciu planszach, gracz może zmieniać zasady gry, wygrywa on gdy zdobędzie największą liczbę gwiazdek i monet. By poruszać się gracz musi wylosować za pomocą kostki liczbę kroków, niektóre pola są puste a niektóre zawierają ukryte dodatki.
W grze dostępnych jest ponad 80 mini-gier.
W trybie gry wieloosobowej na podzielonym ekranie może brać udział od dwóch do czterech graczy.
Gracz może wykorzystać specjalny mikrofon podłączony do drugiego portu karty pamięci w konsoli GameCube Nintendo.